# Yaseen Al-Bakhit
Yaseen Anas Al-Bakhit, noto semplicemente come Yaseen Al-Bakhit (in arabo ياسين انس البخيت‎?; Amman, 24 marzo 1989), è un calciatore giordano, centrocampista del Umm-Salal e della Nazionale giordana.

## Caratteristiche tecniche
È un trequartista.

## Carriera

### Nazionale
Con la Nazionale giordana ha preso parte alla Coppa d'Asia 2019.

## Statistiche

### Cronologia presenze e reti in nazionale
| Cronologia completa delle presenze e delle reti in nazionale ― Giordania | Cronologia completa delle presenze e delle reti in nazionale ― Giordania | Cronologia completa delle presenze e delle reti in nazionale ― Giordania | Cronologia completa delle presenze e delle reti in nazionale ― Giordania | Cronologia completa delle presenze e delle reti in nazionale ― Giordania | Cronologia completa delle presenze e delle reti in nazionale ― Giordania | Cronologia completa delle presenze e delle reti in nazionale ― Giordania | Cronologia completa delle presenze e delle reti in nazionale ― Giordania |
| Data                                                                     | Città                                                                    | In casa                                                                  | Risultato                                                                | Ospiti                                                                   | Competizione                                                             | Reti                                                                     | Note                                                                     |
| ------------------------------------------------------------------------ | ------------------------------------------------------------------------ | ------------------------------------------------------------------------ | ------------------------------------------------------------------------ | ------------------------------------------------------------------------ | ------------------------------------------------------------------------ | ------------------------------------------------------------------------ | ------------------------------------------------------------------------ |
| 06-01-2019                                                               | al-'Ayn                                                                  | Australia                                                                | 0 – 1                                                                    | Giordania                                                                | Coppa d'Asia 2019 - 1º turno                                             | -                                                                        | 88’                                                                      |
| 10-01-2019                                                               | al-'Ayn                                                                  | Giordania                                                                | 2 – 0                                                                    | Siria                                                                    | Coppa d'Asia 2019 - 1º turno                                             | -                                                                        |                                                                          |
| 15-01-2019                                                               | al-'Ayn                                                                  | Palestina                                                                | 0 – 0                                                                    | Giordania                                                                | Coppa d'Asia 2019 - 1º turno                                             | -                                                                        |                                                                          |
| 20-01-2019                                                               | Dubai                                                                    | Giordania                                                                | 1 – 1 dts (2-4 dtr)                                                      | Vietnam                                                                  | Coppa d'Asia 2019 - Ottavi di finale                                     | -                                                                        | 98’                                                                      |
| 07-06-2019                                                               | Trnava                                                                   | Slovacchia                                                               | 5 – 1                                                                    | Giordania                                                                | Amichevole                                                               | -                                                                        | 78’                                                                      |
| 10-09-2019                                                               | Amman                                                                    | Giordania                                                                | 2 – 4                                                                    | Paraguay                                                                 | Amichevole                                                               | 1                                                                        | 64’ 72’                                                                  |
| 10-10-2019                                                               | Amman                                                                    | Giordania                                                                | 2 – 4                                                                    | Kuwait                                                                   | Qual. Mondiali 2022                                                      | -                                                                        | 57’                                                                      |
| 15-10-2019                                                               | Amman                                                                    | Giordania                                                                | 3 – 0                                                                    | Nepal                                                                    | Qual. Mondiali 2022                                                      | -                                                                        |                                                                          |
| 14-11-2019                                                               | Amman                                                                    | Giordania                                                                | 0 – 1                                                                    | Australia                                                                | Qual. Mondiali 2022                                                      | -                                                                        |                                                                          |
| 19-11-2019                                                               | Amman                                                                    | Giordania                                                                | 5 – 0                                                                    | Nepal                                                                    | Qual. Mondiali 2022                                                      | -                                                                        | 89’                                                                      |
| 24-03-2021                                                               | Dubai                                                                    | Giordania                                                                | 1 – 0                                                                    | Libano                                                                   | Amichevole                                                               | -                                                                        | 46’                                                                      |
| Totale                                                                   |                                                                          | Presenze                                                                 | 11                                                                       |                                                                          | Reti                                                                     | 1                                                                        |                                                                          |